# رولاند أش
رولاند أش (بالألمانية: Roland Asch)‏ هو سائق سيارة سباق ألماني، ولد في 12 أكتوبر 1950 في توبينغن في ألمانيا.

## وصلات خارجية
- رولاند أش على موقع DriverDB.com (الإنجليزية)